# Монастир Тодай
Монастир То́дай або То́дай-дзі (яп. 東大寺, とうだいじ, МФА: [toːdai̯ d͡ʑi], «великий монастир сходу») — буддистський монастир в Японії.  Належить секті Кеґон.  Головний монастир секти. Розташований за адресою: префектура Нара, Нара, квартал Дзосі 406-1. Монастирський титул — відсутній.  Заснований 758 року. Головною святинею монастиря є статуя Бірусяни (національний скарб Японії). До цінних пам'яток належать золотий храм (національний скарб Японії), південні великі ворота (національний скарб Японії), середні ворота (важлива культурна пам'ятка Японії), статуї кам'яних левів (важлива культурна пам'ятка Японії).
 Один з «Семи великих монастирів Південної столиці». Об'єкт Світової Спадщини ЮНЕСКО в Японії, Національний скарб Японії.

## Короткі відомості
Тодайдзі був заснований за бажанням Імператора Сьому у середині 8 століття як головна буддистська святиня Японії. Збором коштів на будівництво займався чернець Ґьокі, 1-й патріарх секти Кеґон-сю, а 1-м головою монастиря став його наступник, чернець Робен.
Головною святинею Тодайдзі стала 30-метрова статуя будди Вайрочана, офіційна церемонія відкриття якої відбулася у 752 році. Сам монастир грав роль центру усіх регіональних буддистських монастирів країни, так званих Кокубундзі.
У 754 році до Японії прибув китайський чернець Ґандзін, який збудував на території монастиря «Павільйон дисципліни», в якому проводились офіційні церемонії прийняття кандидатами в ченці монаших обітниць.
Протягом своєї історії Тодайдзі неодноразово горів. Наприкінці 12 століття його відновлював чернець Тьоґен, а у 17 столітті — чернець Кокей. У 1709 році було відновлено головну Залу Великого Будди, яка є найбільшою за розмірами дерев'яною спорудою Японії.
Автентичними будівлями монастиря, які збереглися від 8 століття, є Ворота Зміни, Зала Квітки Закону, Імператорська комора Сьосоїн та інші. Крім них в обителі знаходиться чимало інших культурних цінностей того часу: статуї бодхісаттв Фуку, Нікко і Ґекко, перські, індійські, китайські скарби з шовкового шляху, безцінні рукописи тощо.
У 1998 році Тодайдзі було зараховано до Світової Спадщини ЮНЕСКО в складі групи старожитностей «Культурні пам'ятки стародавньої Нари».

## Галерея

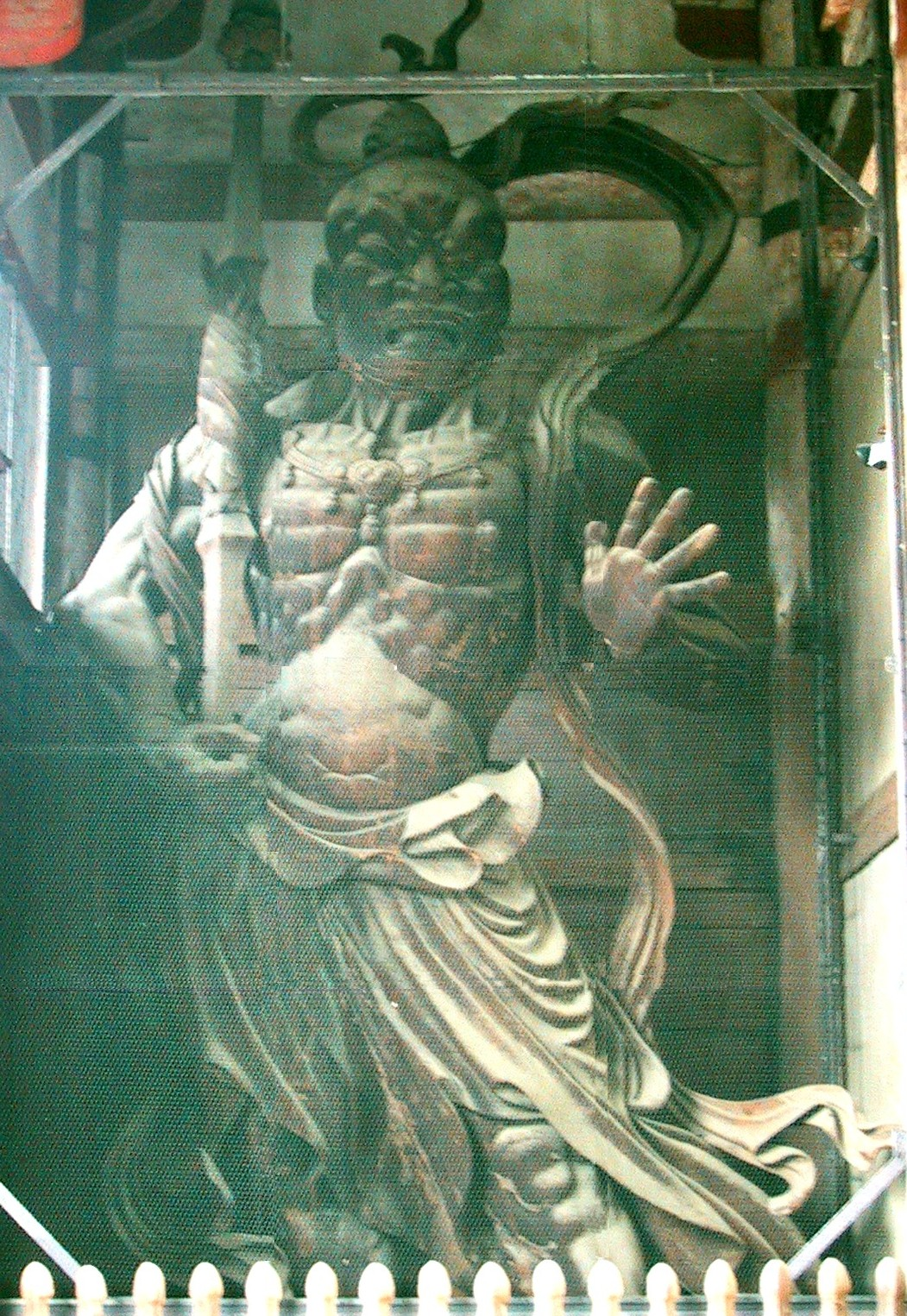
Воротарі Ніо.
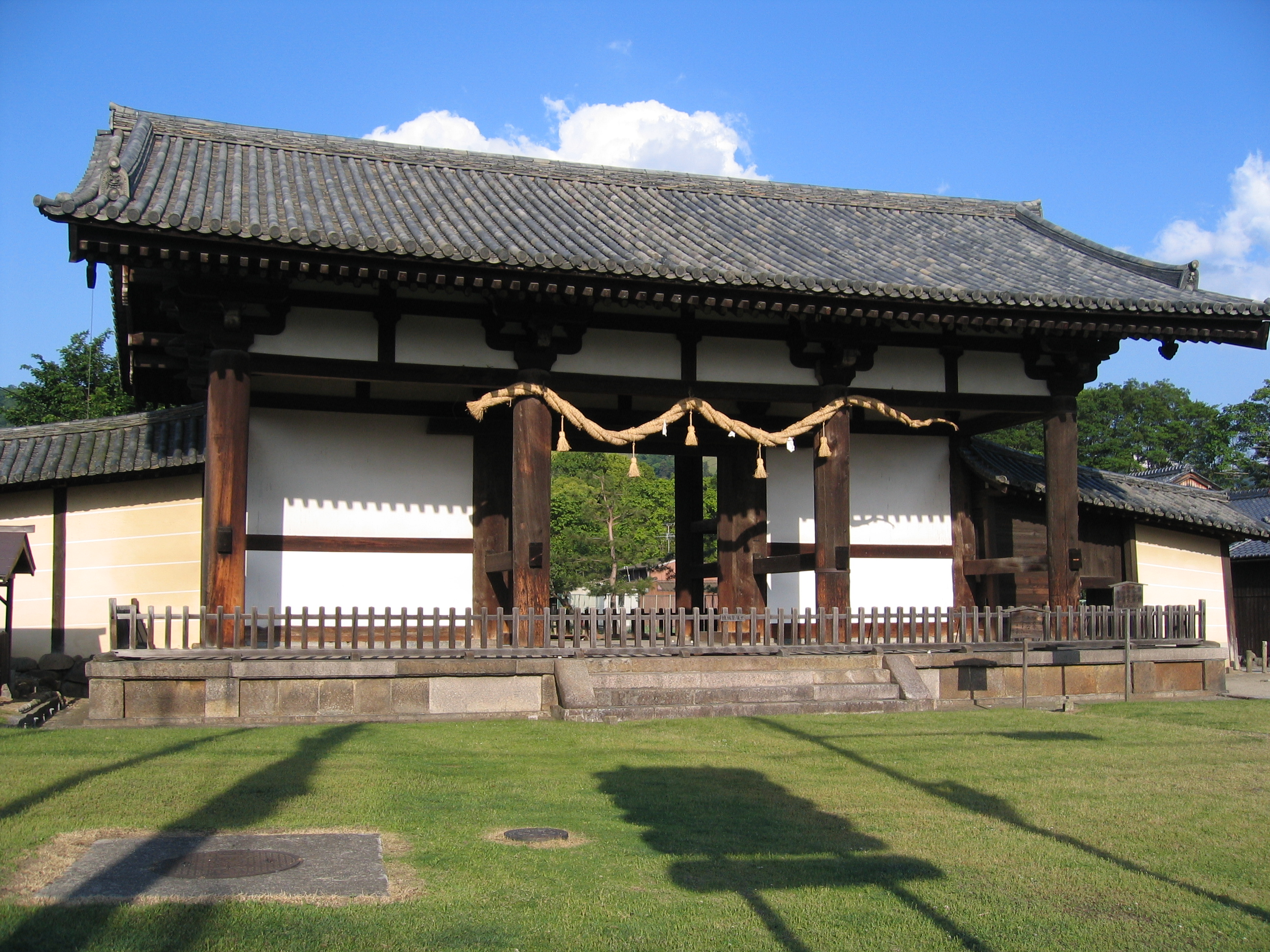
Ворота Зміни
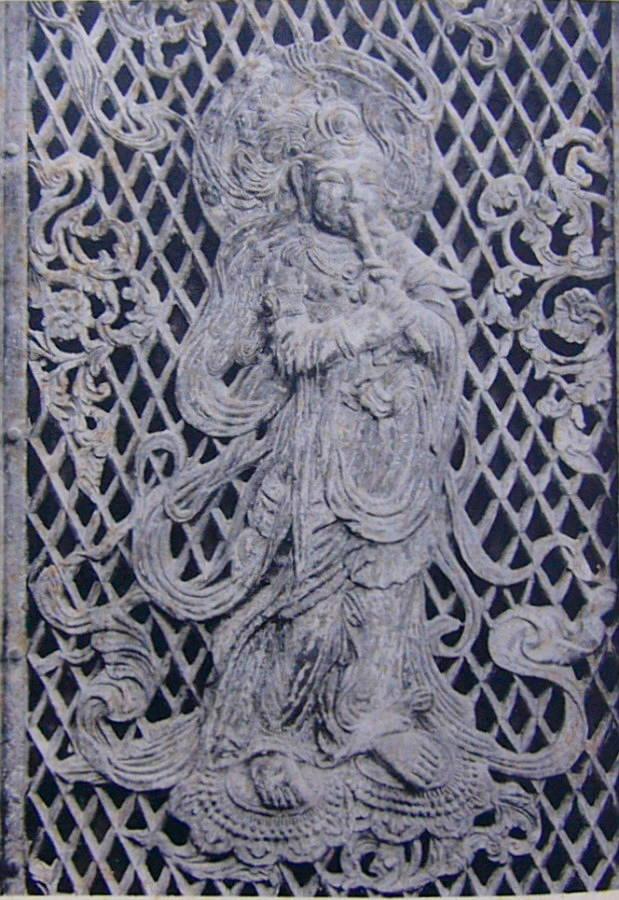
Фрагмент восьмикутного ліхтаря
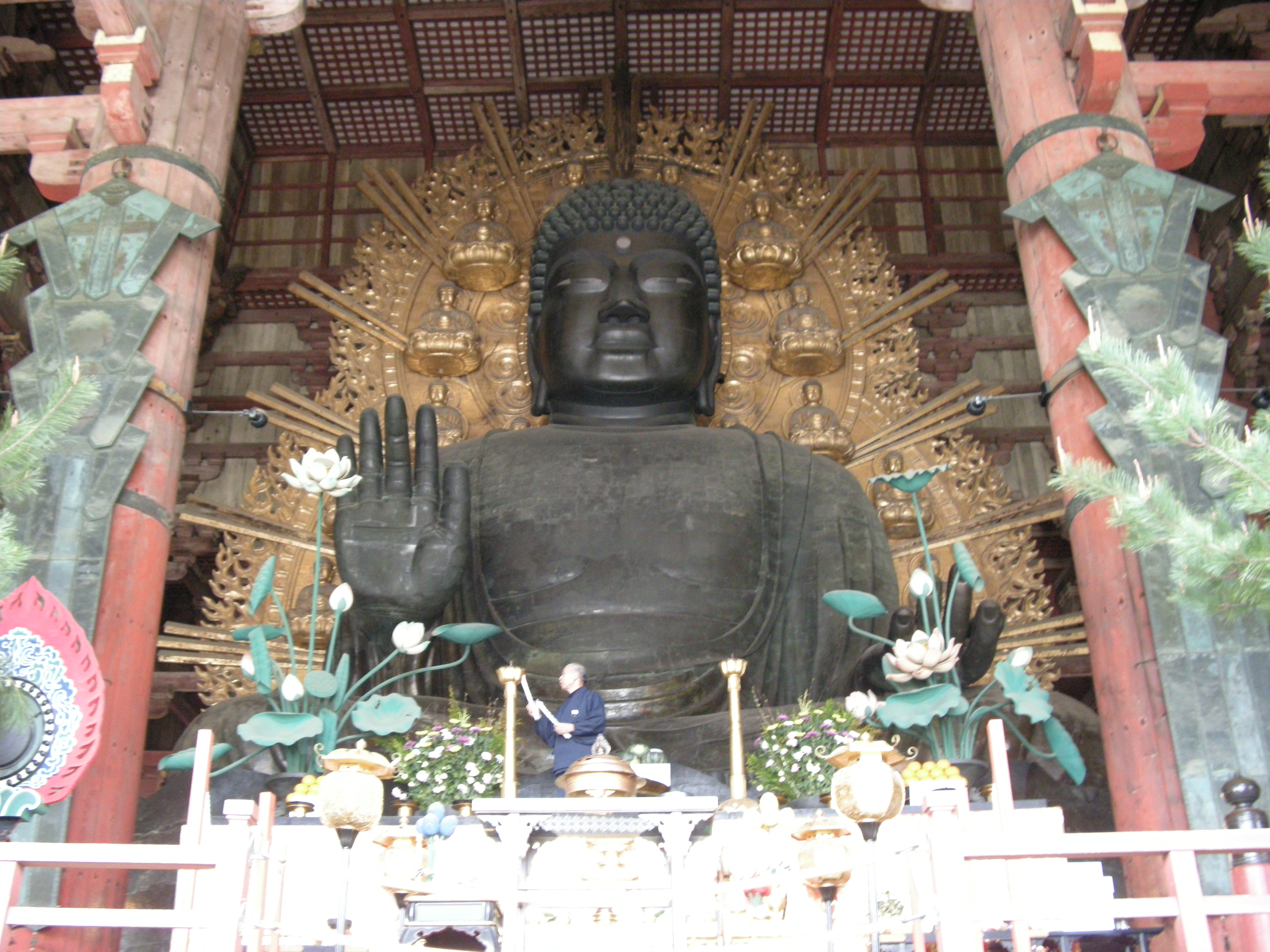
Великий нарський будда